# Tau1 Eridani
Pour les étoiles possédant cette désignation de Bayer, voir Tau Eridani.
Désignations
Tau1 Eridani (τ1 Eridani) est une étoile binaire de la constellation de l'Éridan. Elle a une magnitude apparente de +4,46, ce qui la rend visible à l'œil nu avec des conditions suffisamment correctes. C'est une binaire spectroscopique avec une période orbitale de 958 jours. Elle est située à 46,6 années-lumière de la Terre. Le système s'éloigne du Soleil avec une vitesse radiale de +26 km/s. Il y a environ 305 000 ans, il a réalisé un passage au périhélie à une distance estimée de 9,35 parsecs (30,5 al).
Située à la limite des constellations de l'Éridan et de la Baleine, Tau1 Eridani s'est vu attribuer une double désignation de Flamsteed correspondant à ces deux constellations, à savoir 1 Eridani et 90 Ceti.

## Disque de débris
Un excès modéré d'infrarouge lointain a été observé aux longueurs d'onde de 12, 25, 60 et 100 μm par l'Infrared Astronomical Satellite (IRAS) et publié en 1993. Cette découverte a ensuite été interprétée comme indiquant la présence d'un disque de débris ayant un rayon proche de 500 ua. Il a été de plus spéculé que si le système avait été observé à des longueurs d'onde plus grandes, il aurait été très probable que le rayon du disque de débris soit beaucoup plus grand que 500 ua.
Des observations plus récentes faites par le télescope spatial Spitzer, publiées en 2004, n'ont pas détecté d'excès notable d'infrarouge autour des étoiles, dans la gamme de longueurs d'onde 14-35 μm.